# Museo Nacional Vikingo
El museo Nacional Vikingo es un museo cultural localizado en Njarðvík, Islandia. El museo se inauguró el 8 de mayo de 2009. El director es Elisabeth Ward. El edificio fue diseñado por Guðmundur Jónsson.

## Descripción
El museo tiene en exposición permanente del Íslendingur, una réplica del Barco de Gokstad que en 2000 navegó por el Atlántico hacia L'Anse aux Meadows, un paraje situado en la punta septentrional de la isla de Terranova, durante las celebraciones del viaje de Leif Eriksson, un explorador vikingo. El barco fue devuelto a Islandia y se exhibió al aire libre hasta que fue transferido al nuevo museo en otoño de 2008. El barco se encuentra suspendido, de modo que los visitantes pueden caminar por debajo de su casco y ver la mano de obra.
El museo también alberga la exposición «Los vikingos - La saga del Atlántico Norte» del Instituto Smithsoniano, en Washington D. C. El 1 de diciembre de 2010, una exposición temporal de dos años con materiales cedidos por el Museo Nacional de Islandia fue inaugurada con una ceremonia pagana de enterramiento de un cuerpo excavado en 1868 en Hafurbjarnarstaðir.